# Judith Henry

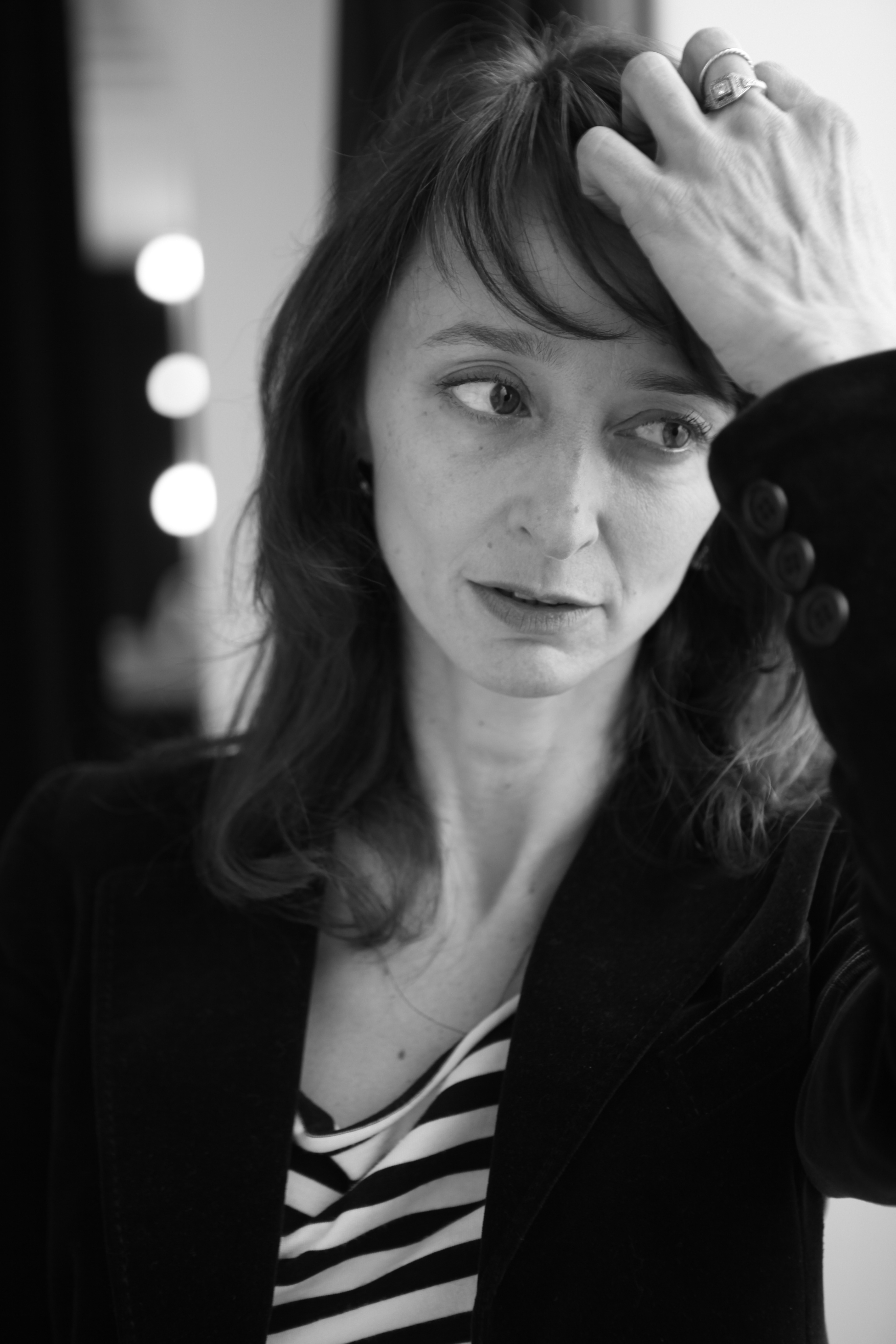
Judith Henry 2010

Judith Henry (* 16. Mai 1968 in Paris) ist eine französische Schauspielerin.

## Leben
Henry studierte an der École des enfants du spectacle (Collège Rognoni) und der École nationale du cirque (CNAC). Sie gab 1979 im Alter von elf Jahren am Pariser Studententheater  Théâtre de l’Aquarium in La Soeur de Shakespeare nach Virginia Woolf unter der Regie von Jacques Nichet ihr Theaterdebüt. Es folgten weitere Theaterauftritte, unter anderem 1990 in William Shakespeares Macbeth unter der Regie von Matthias Langhoff am Théâtre Vidy in Lausanne. Von 1990 bis 2005 war Henry auch an Produktionen der Theaterkompanie Sentimental Bureau beteiligt, deren Gründungsmitglied sie 1990 war, und trat unter anderem in Inszenierungen von Werken Jean-Luc Godards (Les carabiniers, 1991) und Serge Daneys (L’exercise a été profitable, Monsieur, 2003) auf.
Ihre erste Filmrolle übernahm Henry 1982 in der Fernsehproduktion Le piano des songes von Michel Vuillermet. Ihr Leinwanddebüt wurde 1988 René Allios Ein Arzt der Hoffnung. Ihren Durchbruch als Filmschauspielerin erlebte sie 1990 in Christian Vincents Die Verschwiegene. Für ihre Darstellung der Catherine Legeay, die von Antoine (Fabrice Luchini) aus Rache an allen Frauen verführt und anschließend absichtlich verlassen werden soll, wurde Henry 1991 mit einem César als Beste Nachwuchsdarstellerin ausgezeichnet. Drei Jahre später erhielt sie für ihre Darstellung der Catherine Maheu in Germinal eine César-Nominierung in der Kategorie Beste Nebendarstellerin. In der Fernsehserie Xanadu um eine Pornofilm-Produktionsfirma übernahm Henry 2011 die durchgehende Rolle der Produzentengattin Anne Valadine.

## Filmografie
- 1982: Le piano des songes (TV)
- 1988: Phèdre (TV)
- 1988: Ein Arzt der Hoffnung (Un médecin des lumières)
- 1989: Der Krieg ist aus (Après la guerre)
- 1990: Liebe in der Vorstadt (L’amour)
- 1990: Imogène (TV-Serie, eine Folge)
- 1990: Die Verschwiegene (La discrète)
- 1991: Transit
- 1992: Auf Wiedersehen, Prinzessin (Adeus Princesa)
- 1992: Listopad
- 1993: Germinal
- 1995: Lila und Benoit (… à la campagne)
- 1995: Die Anfänger (Les apprentis)
- 1996: Der schöne Sommer (Le bel été 1914)
- 1998: Restons groupés
- 1999: Sade en procès (TV)
- 1999: Le nombre i (Kurzfilm)
- 2003: Après tout (Kurzfilm)
- 2003: Les enfants du miracle (TV)
- 2004: Liebeslocken (Haute coiffure) (TV)
- 2005: La maison de Nina
- 2005: Avaler des couleuvres (Kurzfilm)
- 2007: Der gehende Mann (L’homme qui marche)
- 2008: Écrire pour un chanteur (TV-Serie, eine Folge)
- 2008: Parc
- 2008: Wir sind alle erwachsen (Les grandes personnes)
- 2009: Un village français (TV-Serie, zwei Folgen)
- 2009: Dis-lui, toi (Kurzfilm)
- 2009: Ein kurzes Abenteuer (La poudre d’escampette) (TV-Kurzfilm)
- 2009, 2016: Un Village Français – Überleben unter deutscher Besatzung (Un Village Français, Fernsehserie, 3 Folgen)
- 2010: Ce jour là, tout a changé (TV-Serie, eine Folge)
- 2010: Ganz oben links (Dernier étage gauche gauche)
- 2011: Chez Maupassant (TV-Serie, eine Folge)
- 2011: Xanadu (TV-Serie)
- 2012: Rendez-vous à Kiruna
- 2012: Le grand-père de Brad (Kurzfilm)
- 2012: L’autre sang (Kurzfilm)
- 2013: Les enterrements (Kurzfilm)
- 2013: Je fais le mort
- 2013: Les limiers (TV-Serie, eine Folge)
- 2014: Fever
- 2014: Der kleine Nick macht Ferien (Les vacances du petit Nicolas)
- 2015: Profiling Paris (Profilage, Fernsehserie, 1 Folge)
- 2017: Die Zeugen (Les témoins, Fernsehserie, 8 Folgen)
- 2023: Everything is Fine (Tout va bien, Fernsehserie, 5 Folgen)

## Auszeichnungen
- 1991: César, Beste Nachwuchsdarstellerin, für Die Verschwiegene
- 1994: César-Nominierung, Beste Nebendarstellerin, für Germinal